# Le Quotient intellectuel
Le Quotient intellectuel est un ouvrage  de Michel Tort, écrit en 1974.

## Historique
Cet ouvrage adopte une approche critique de l'instrument psychométrique du QI de deux ordres. L'auteur, psychanalyste et professeur à l'université Paris-Diderot, spécialiste de questions de parentalité, souhaite, dans cet ouvrage publié en 1974, « démasquer l'idéologie des testologues » et s'attaquer à « la psychologie bourgeoise ». Il critique les « pseudo-fondements scientifiques » sur lesquels reposent le test d'une part, et s'intéresse d'autre part aux biais qui, selon lui, le sous-tendent : la thèse avancée par l'auteur est que le test du QI n'a pour autre but que de justifier « la division sociale du travail » et de « renforcer la domination bourgeoise du peuple ».